# Rebel·lió de Khmelnitski
La Rebel·lió de Khmelnitski (també coneguda com a Rebel·lió de Khmel'nyts'kyi/Chmielnicki) fou una rebel·lió dels cosacs d'Ucraïna entre els anys 1648-1657 que va esdevenir una guerra d'alliberament ucraïnesa de Polònia. Sota el comandament del hetman Bohdan Khmelnitski, els cosacs zaporoges es van aliar amb els tàrtars de Crimea, i la pagesia local, i van lluitar diverses batalles contra els exèrcits i forces paramilitars de la Confederació de Polònia i Lituània. El resultat va ser un programa d'erradicació del control polonès dels szlachta, i la fi de la jurisdicció eclesiàstica per als catòlics de ritu llatí (així com caraïtes i altres arrendataris) al país. L'aixecament va adquirir un significat simbòlic en la història de la relació d'Ucraïna amb Rússia. El resultat va ser la incorporació d'Ucraïna oriental al Tsarat Rus segons el Tractat de Pereiàslav, on els cosacs feren un jurament de lleialtat al tsar. Això, segons el poeta i artista, Taràs Xevtxenko, va portar al seu poble a l'«esclavitud» sota Rússia.
L'aixecament va començar com una rebel·lió dels cosacs, però quan les altres classes cristianes ortodoxes (camperols, burgesos, petita noblesa) dels Palatinats d'Ucraïna es va unir a ells, l'objectiu final va esdevenir la creació d'un estat autònom ucraïnès. L'aixecament va tenir èxit a l'hora de posar fi a la influència polonesa sobre aquestes terres cosaques que van ser finalment adoptades pel Tsarat Rus. Aquests fets, juntament amb els conflictes interns i les hostilitats amb Suècia i Rússia, van donar com a resultat que el poder polonès disminuís severament durant aquest període (que és referit a la història de Polònia com El diluvi). El fracàs dels cosacs per consolidar la seva victòria va conduir a La Ruïna

## Rerefons

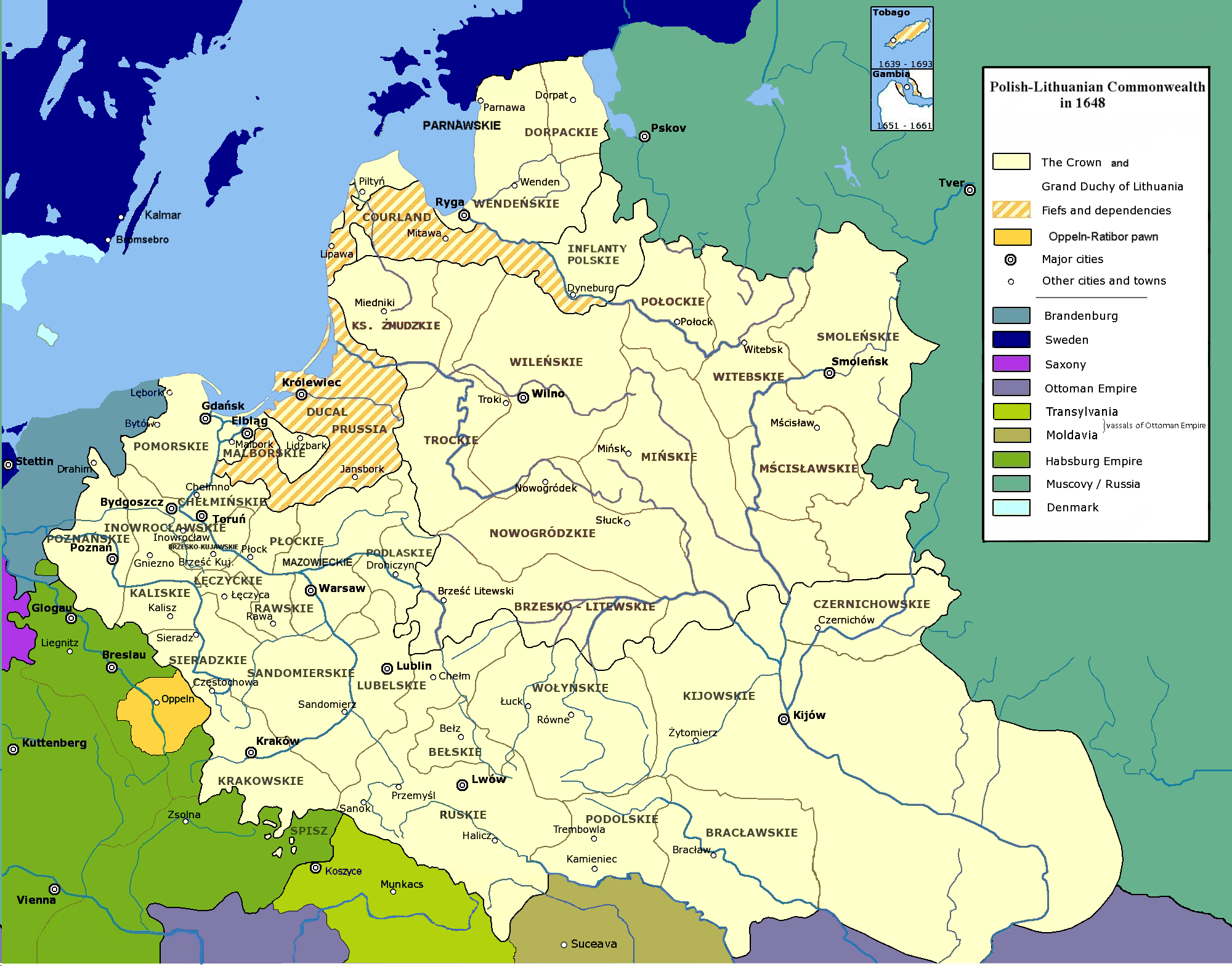
Confederació de Polònia i Lituània el 1648

Amb la creació de la Unió de Polònia-Lituània en 1569, un nombre cada vegada més gran de terres rutenes van ser absorbides gradualment sota el control d'una poderosa república aristòcratica -la Rzezc Pospolita. El 1569 la Unió de Lublin va concedir el sud de les terres de Rutènia controlades pels lituans - Principat de Galítsia-Volínia, Podlàquia, Podíl·lia i Kíev - a la Corona de Polònia en el marc de l'acord de formació de la nova Confederació de Polònia i Lituània. Tot i que a la noblesa local se li van garantir la totalitat dels seus drets dins de la Rzeczpospolita, la seva assimilació a la cultura polonesa ells allunyava de les classes baixes. Aquesta szlachta, juntament amb les accions de la classe alta de magnats polonesos, oprimia la classe baixa dels rutens, amb la introducció de la Contrareforma missionera pràctiques i l'ús d'arendataris jueus per administrar les seves propietats.
Les tradicions ortodoxes orientals locals també estaven sota el setge de l'assumpció del poder eclesiàstic pel Gran Ducat de Moscou en 1448. El creixent poder rus al nord va tractar de reunir les terres del sud de la Rus de Kíev amb el seu estat successor, i amb la caiguda de Constantinoble va començar aquest procés amb l'anunci que el seu metropolità era ara Patriarca de Moscou i de Totes les Rússies. La pressió de l'expansionisme catòlic va culminar amb la Unió de Brest en 1596, que va tractar de mantenir l'autonomia de les esglésies ortodoxes de l'est a l'actual Ucraïna, Polònia i Belarús alineant-se amb el Bisbe de Roma. Si bé no tothom es va unir sota una sola església, els conceptes d'autonomia es van implantar en la consciència de la zona, i van sorgir amb força durant la campanya militar de Bohdan Khmelnitski.

## Paper de Khmelnitski

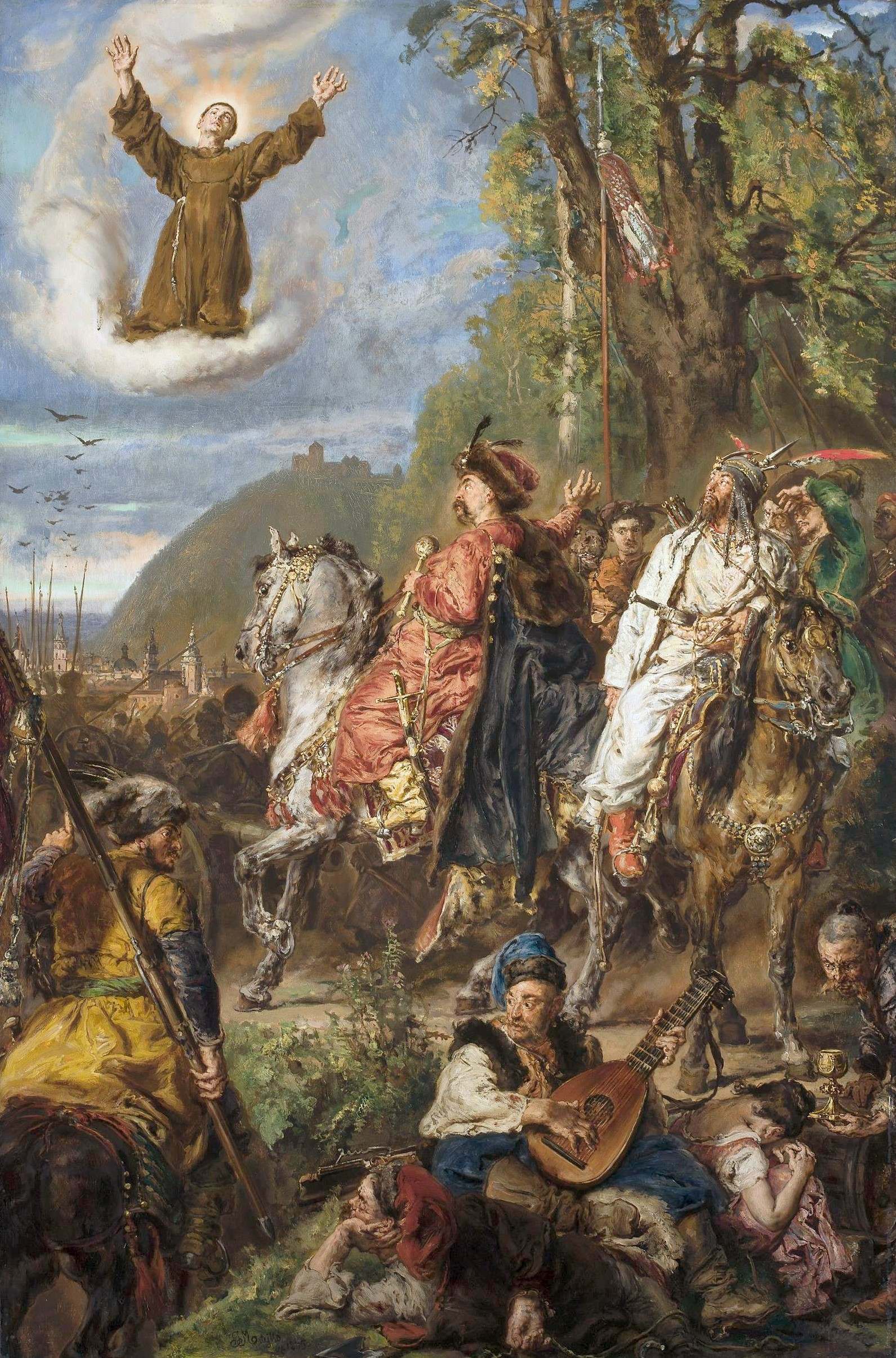
Bohdan Khmelnitski amb Tuhai Bey a Lviv, oli sobre llenç de Jan Matejko de 1885, Museu Nacional de Varsòvia.

Nascut en una família noble, Bohdan Khmelnitski va assistir a escoles dels jesuïtes. A l'edat de 22 anys es va unir al seu pare en el servei de la Mancomunitat, en lluita contra l'Imperi Otomà a les Guerres dels Magnats de Moldàvia. Després de ser retingut com a captiu a Constantinoble, va tornar a la vida com un cosac registrat, i s'establí a la seva ciutat natal de Súbotiv amb una dona i diversos fills. Va participar en les campanyes del hetman de la Gran Corona Stanisław Koniecpolski, va encapçalar les delegacions al rei Ladislau IV de Polònia a Varòsvia i en general era molt respectat dins del rang cosac. El curs de la seva vida fou alterat, però, quan Aleksander Koniecpolski, hereu del magnat i terratinent hetman Koniecpolski, va intentar apoderar-se de la terra de Khmelnitski. En 1647, l'starosta de Txihirín (cap de l'administració reial local) Daniel Czapliński va començar obertament a assetjar Khmelnitski en nom del Koniecpolski més jove en un intent de forçar-lo a deixar la terra. En dues ocasions es van fer batudes per Súbotiv, durant les quals es va causar un considerable dany a la propietat i el seu fill Iuri va ser colpejat brutalment, fins que Khmelnytski es va mudar amb la seva família a la casa d'un familiar a Txihirín. En dues ocasions va buscar l'ajuda del rei en viatjar a Varsòvia, només per trobar manca de voluntat o impotència per enfrontar-se a la voluntat d'un magnat.
En no haver rebut el suport dels funcionaris polonesos, Khmelnitski es va adreçar cap als seus amics i subordinats cosacs. El cas d'un cosac que estava sent tractat injustament pels polonesos va trobar molt de suport no només al seu regiment, sinó també a tota la sitx. Durant tota la tardor de 1647, Khmelnytsky va viatjar d'un regiment a l'altre i mantingué nombroses consultes amb diferents líders cosacs a tota Ucraïna. La seva activitat va aixecar les sospites de les autoritats poloneses ja habituades a les revoltes de cosacs, i va ser arrestat immediatament. El polkovnik (coronel) Mikhailo Kritxevski ajudà Khmelnitski en la seva fugida, i amb un grup de seguidors es va dirigir a la Sitx de Zaporíjia.
Els cosacs ja estaven a punt d'una nova rebel·lió quan els plans per a la nova guerra amb l'Imperi Otomà, avançats pel rei polonès Ladislau IV de Polònia, foren cancel·lats per Sejm. Els cosacs es prepararen per reprendre els seus atacs tradicionals i lucratius a l'Imperi Otomà (en el primer quart del segle xvii efectuaren ràtzies a les ribes de la Mar Negra gairebé tots els anys), ja que en gran manera es ressentien que se'ls impedissin les activitats de pirateria pels tractats de pau entre la Confederació lituanopolonesa i l'Imperi Otomà. Els rumors sobre les hostilitats emergents amb "els infidels" van ser rebuts amb alegria, i la notícia que no hi hauria cap incursió després de tot era explosiva en si mateixa.
No obstant això, la rebel·lió cosaca podria haver fracassat de la mateixa manera que fracassaren les grans rebel·lions de 1637-1638, però pel geni de Khmelnitski (que havia pres part en la rebel·lió 1637) aquest es va adonar que els cosacs, tot i tenir una excel·lent infanteria, no podien esperar igualar la cavalleria polonesa, que era possiblement la millor a Europa en aquell moment. No obstant això, la combinació d'infanteria cosaca amb la cavalleria dels tàrtars de Crimea podria haver proporcionat una força militar equilibrada i haver donat als cosacs una oportunitat de vèncer l'exèrcit polonès.
Khmelnitski va aconseguir superar més d'un segle d'hostilitat mútua entre cosacs i tàrtars. També va canviar d'idea sobre els cosacs com a "protectors del poble cristià" en acceptar pagar el kan de Crimea amb jasyrs o captius cristians. Inicialment es tractava de presoners polonesos, però posteriorment tots els tractes de terres a Ucraïna van ser assignats pels tàrtars per capturar qualsevol ànima desafortunada (incloent jueus que es van mudar en massa als palatinats d'Ucraïna després de 1569) i portar-los a ser venuts en el mercats d'esclaus de Kaffa.

## La rebel·lió
El 25 de gener de 1648, Khmelnitski va portar un contingent de 300 a 500 cosacs a la Sitx de Zaporíjia i ràpidament va matar els guàrdies assignats per l'Estat per protegir-ne l'entrada. Un cop a la Sitx, la seva oratòria i habilitats diplomàtiques van tocar la fibra sensible dels rutens oprimits. Atès que els seus homes aconseguiren repel·lir un intent de les forces de la Macomunitat de reprendre la Sitx, més voluntaris es van unir a la seva causa. La Rada cosaca el va elegir hetman al final del mes. Khmelnitski va llançar la major part dels seus recursos per reclutar més combatents. Va enviar emissaris a Crimea, per requerir als tàrtars que s'unissin a ell en un assalt potencial contra el seu enemic comú, la Mancomunitat polonesolituana.
1648: Victòries inicials: Pels volts de l'abril del 1648 la notícia d'un aixecament s'havia escampat per tot l'Estat. Ja sigui perquè van subestimar la mida de la revolta, o potser perquè volien actuar ràpìdament per evitar la seva extensió, l'hetman de la Mancomunitat de la Gran Corona, Mikołaj Potocki, l'hetman Marcin Kalinowski van enviar 3.000 soldats sota el comandament del fill de Potocki, Stefan, cap a Khmelnitski, sense esperar a reunir forces addicionals del príncep Jeremi Wiśniowiecki. Khmelnitski va preparar les seves forces per a la batalla i es va encontrar amb el seu enemic a la batalla de Jovti Vodi, que va contemplar una considerable quantitat de desercions en el camp de batalla dels cosacs registrats, que van canviar la seva lleialtat de la Mancomunitat a Khmelnitski. Aquesta victòria va ser ràpidament seguida per la derrota dels exèrcits de la Mancomunitat a la batalla de Kòrsun, en la qual tant Potocki pare com Kalinowski foren capturats i empresonats pels tàrtars.
A més de la pèrdua de forces significatives i el lideratge militar, l'Estat polonès també va perdre el rei Ladislau IV Vasa, que va morir el 1648, i va deixar la corona de Polònia sense líder i en desordre en una època de rebel·lió. La szlachta es feu escàpol dels seus camperols, amb els seus palaus i finques en flames. Alhora, l'exèrcit de Khmelnistki va marxar cap a l'oest.
Khmelnitski va aturar les seves forces a Bila Tserkva i va emetre un plec de peticions a la corona polonesa, incloent l'augment del nombre de cosacs registrats, el retorns de les esglésies preses als fidels ortodoxos i el pagament als cosacs dels salaris que els havien estat retinguts durant 5 anys.
Arribats a aquest punt, la notícia dels aixecaments camperols preocupà un noble de naixement com Kmelnitski; no obstant això, després de discutir la informació recollida a tot el país amb els seus assessors, el lideratge cosac aviat es va adonar de les possibilitats d'autonomia estaven allà per prendre-les. Tot i que el ressentiment personal de Khmelnitski envers la szlachta i els magnats va influir en la seva transformació en un revolucionari, fou la seva ambició de convertir-se en el governant d'una nació rutena el que va ampliar l'aixecament d'una simple rebel·lió en un moviment nacional. Khmelnitski va tenir les seves forces unides a una revolta camperola a la batalla de Piliavtsi, on les forces forces poloneses, debilitades i esgotades, van patir una contundent derrota.

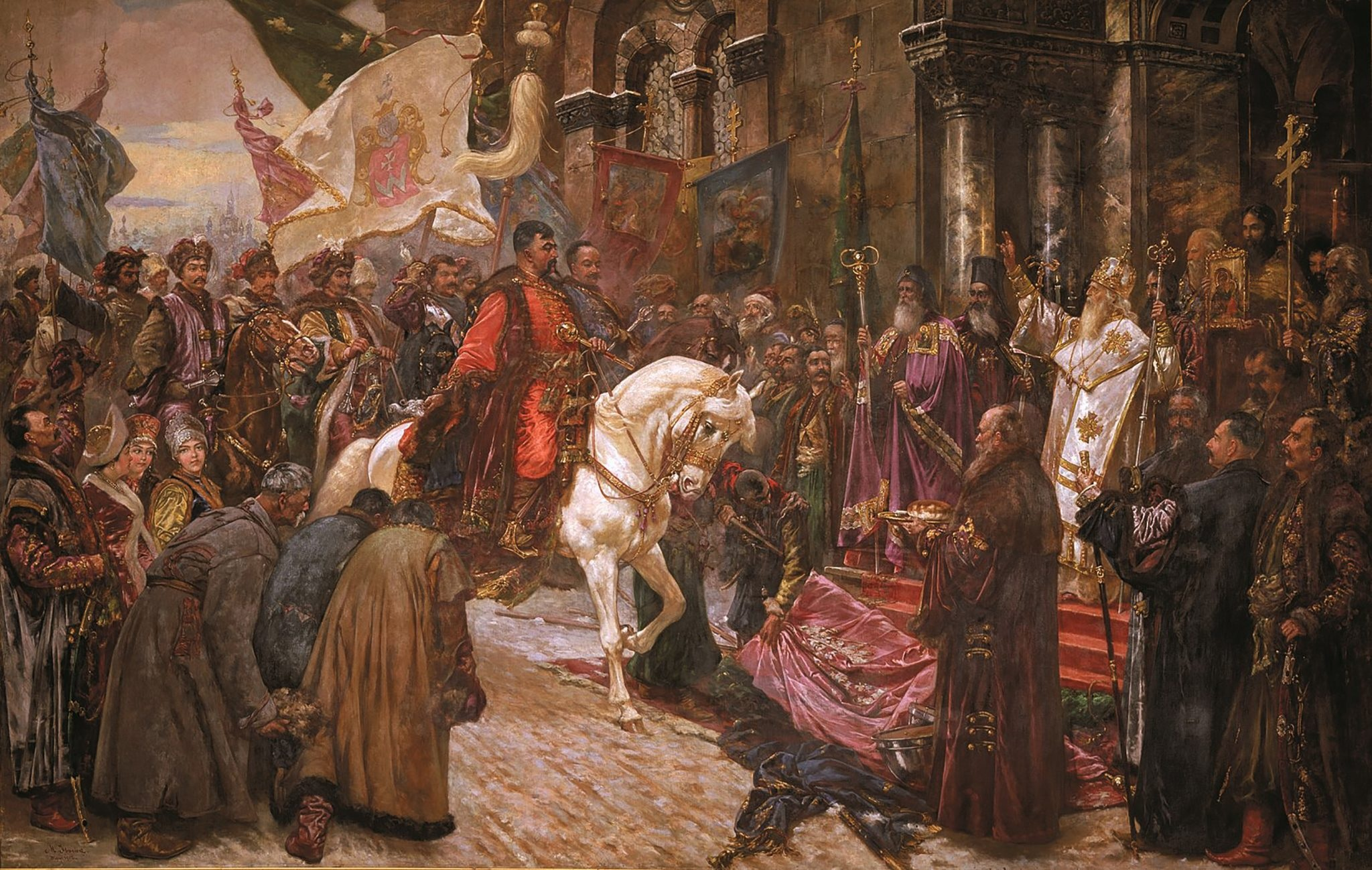
Bohdan Khmelnitski entrant a Kíev per Mikola Ivassiuk.

Khmelnitski va ser persuadit de no posar setge a Lviv a canvi de 200.000 złotych vermells, segons algunes fonts, mentre Hruixevski afirmava que Khmelnitski, efectivament, va posar setge a la ciutat, durant unes dues setmanes. Després d'obtenir el rescat es va traslladar a assetjar Zamość quan finalment es va assabentar de l'elecció del nou rei polonès, Joan Casimir II, a qui Khmelnitski afavoria. Segons Hruixevski Joan Casimir II li va enviar una carta en què va informar el líder cosac sobre la seva elecció i li va assegurar que garantiria als cosacs i a tots els de la fe ortodoxa diversos privilegis. Va demanar que Khmelnitski aturés la seva campanya i esperar la delegació reial. Khmelnitski va respondre que havia de complir amb la petició del seu monarca i va retrocedir. Feu una entrada triomfal a Kíev el dia de Nadal de 1648, on va ser aclamat com "el Moisès, salvador, redemptor i alliberador del poble de la captivitat polonesa ... l'il·lustre governant de la Rus". Al febrer de 1649, durant les negociacions amb una delegació polonesa encapçalada pel senador Adam Kisiel de Pereiàslav, Khmelnitski va declarar que ell era "l'únic autòcrata de la Rus" i que havia "prou poder a Ucraïna, Podíl·lia i Volínia... a la seva terra i principat que s'estén fins a Lviv, Chełm i Hàlitx". Va quedar clar per als enviats polonesos que Khmelnitski s'havia posicionat ja no simplement com un líder dels cosacs zaporoges sinó com la d'un Estat independent i va expressar les seves reclamacions a l'herència de la Rus'. Un panegíric de Vilnius en honor de Khmelnitski (1650-1651) ho explicava d'aquesta manera: "Mentre que a Polònia, és el rei Joan II Casimir Vasa, a la Rus és l'hetman Bohdan Khmelnitski".
Després del 1648: Arran de Zbàraj i Zbòriv, Khmelnitski va aconseguir nombrosos privilegis per als cosacs sota el Tractat de Zbòriv, establint-se el Hetmanat cosac. Quan es van reprendre les hostilitats, però, les seves forces van sofrir una derrota massiva en 1651 a la batalla de Berestetxko, la batalla terrestre més gran del segle xvii, i van ser abandonats pels seus antics aliats, els tàrtars de Crimea. Es van veure obligats a Bila Tserkva (Biała Cerkiew) a acceptar el Tractat de Bila Tserkva. Un any més tard els cosacs va tenir la seva revenja a la batalla de Bàtih. Les enormes baixes sofertes pels cosacs a Berestetxko feien impossible d'implementar la idea de crear un estat independent. Khmelnitski va haver de decidir entre romandre sota la influència polonesolituana o aliar-se amb els moscovites.

## Conseqüències
En pocs mesos gairebé tots els nobles polonesos, funcionaris i sacerdots havien estat aniquilats o expulsats de les terres de l'actual Ucraïna. Les pèrdues de població de la Mancomunitat en l'aixecament van ser més d'un milió. A més, els jueus van tenir pèrdues substancials perquè eren els més nombrosos i accessibles representants del règim szlachta.

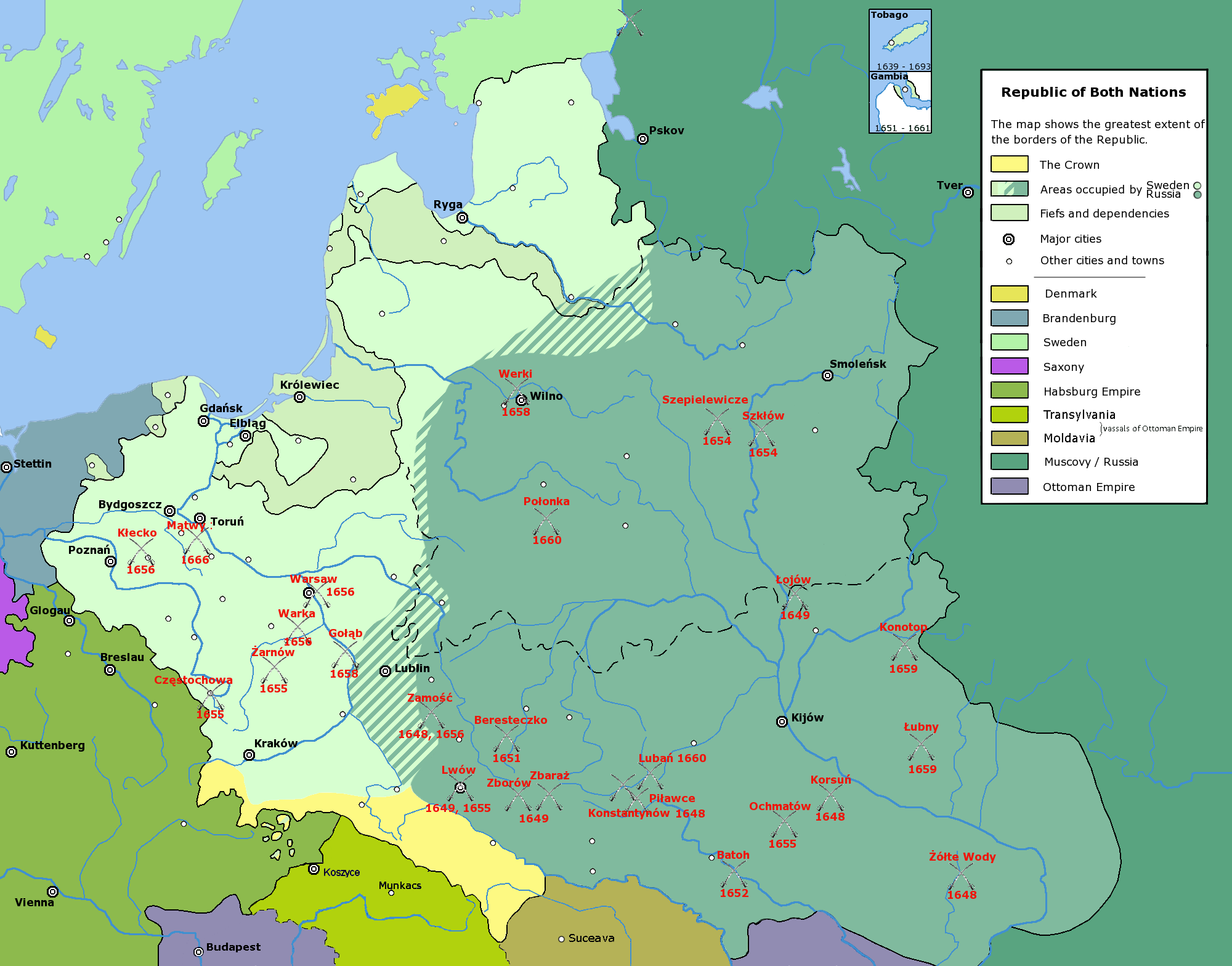
Guerra russopolonesa (1654-1667) i Segona Guerra del Nord: Abast de la disminució de control de Polònia-Lituània

La revolta va començar un període en la història de Polònia conegut com El Diluvi (que incloïa la invasió sueca de la Mancomunitat durant la Segona Guerra del Nord), que va alliberar temporalment els ucraïnesos de la dominació polonesa, però en poc temps quedaren sotmesos a la dominació russa. Afeblit per les guerres, el 1654 Khmelnytsky persuadí els cosacs a aliar-se amb el tsar de Rússia en el Tractat de Pereiàslav, el que va portar a la guerra russopolonesa (1654-1667). Quan Polònia-Lituània i Rússia van acordar la treva i aliança antisueca en 1657, els cosacs de Khmelnitski recolzaren la invasió de la república pels aliats de Transsilvània de Suècia en lloc. Tot i que la Confederació va tractar de recuperar influència sobre els cosacs (destaca el Tractat de Hadiatx de 1658), els nous cosacs subjectes esdevingueren cada cop més dominats per Rússia. Amb la Confederació cada vegada més feble, els cosacs s'integraren cada cop més a l'Imperi Rus, amb la seva autonomia i privilegis erosionats. Les restes d'aquests privilegis van ser abolits gradualment arran de la Gran Guerra del Nord en el qual l'ataman Ivan Mazepa es posà del costat de Suècia. Quan es van produir les particions de Polònia, i aquestes van acabar l'existència de la Confederació, el 1795, molts cosacs ja havien deixat Ucraïna per colonitzar la regió del Kuban.

## Baixes
Les estimacions del peatge de la mort a la rebel·lió de Khmelnitski, així com altres d'aquella època analitzades per la demografia històrica, varien i són objecte de reinterpretació en curs quan es troben disponibles millors fonts i metodologia. Les pèrdues de població a tota la Confederació en els anys 1648–1667 (un període que inclou la Revolta, però també la Guerra russopolonesa i la invasió sueca) s'estimen en 4 milions (aproximadament una disminució d'11 a 12 milions fins a 7-8 milions).
Abans de l'alçament, els magnats havien venut o arrendat certs privilegis als arrendadors, molts dels quals eren jueus, per a un percentatge dels ingressos d'una finca. En no supervisar les seves finques per si mateixos directament, van deixar que els arrendataris i recaptadors esdevinguessin objecte d'odi per part dels oprimits camperols que tant de temps havien patit. Khmelnitski va dir a la gent que els polonesos els havien venut com a esclaus "en mans dels jueus maleïts." Amb això com el seu crit de guerra, cosacs i camperols massacraren un gran nombre de jueus i lituanopolonesos, així com membres de la szlachta durant els anys 1648-1649. L'obra contemporània (del segle XVII) Javan Metsulà (hebreu: יון מצולה‎ literalment "Pantà profund") de Nathan Hannover afirma:
Onsevulla que trobessin un szlachta, funcionaris reials o jueus, ells [cosacs] els mataven a tots, sense para esment al fet que fossin dones o nens. Van saquejar les finques dels jueus i els nobles, van cremar esglésies i van matar els seus sacerdots, sense deixar res en conjunt. Era una persona poc comuna en aquells dies la que no tingues les mans amarades de sang...

### Jueus

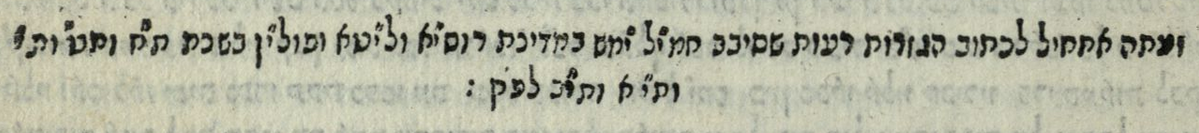
Primera edició del Javan Metsulà (1653): "Escric dels malvats Decrets de Chmiel, que el seu nom sigui eliminat... en (5)'408 a '411 Anno Mundi."

La majoria de les comunitats jueves d'Ucraïna van ser devastades per l'alçament i les massacres posteriors, tot i que ocasionalment algunes poblacions jueves es van salvar, en particular després del saqueig de la ciutat de Brodi (la població de la qual era d'un 70% de jueus). Els jueus de Brodi van ser jutjats i es "considerarà com que no estaven involucrats en el maltractament dels rutens" i en comptes d'això se'ls requerí a pagar un tribut en "tèxtils i pells".
L'aixecament també va conduir a un decret el 3 de juliol de 1661, en el Consell de Vílnius en què ancians jueus van prohibir celebracions, incloent l'establiment de limitacions en la celebració de noces, beure en públic, danses de foc, mascarades i actuacions d'artistes còmics jueus. Les històries sobre víctimes de la massacre que havien estat enterrades vives, tallades a trossos o obligades a matar-se les unes a les altres es va estendre per tot Europa i més enllà. Aquestes històries van omplir molta gent de desesperació, i van donar lloc a un renaixement de les idees d'Isaac Lúria, i a la identificació de Sabatai Seví com el Messies.
La població jueva total de la Confederació en aquell període (1618–1717) ha estat estimada entorn de les 200,000 persones. La majoria de jueus vivien fora d'Ucraïna, en territoris no afectats per l'alçament, per la qual cosa s'estima que la població jueva d'Ucraïna en aquella època era d'unes 50.000 persones.
Els relats dels cronistes jueus contemporanis dels esdeveniments tendeixen a emfasitzar altes xifres de víctimes, però aquestes han estat reavaluades a la baixa a finals del segle xx, quan es van adoptar, més àmpliament, mètodes historiogràfics moderns, particularment de l'àmbit de la demografia històrica. Segons Orest Subtelny:
Weinryb cita els càlculs de S. Ettinger que indiquen que vora 50.000 vivien a la zona quan es va produir l'alçament. Vegeu B. Weinryb, "The Hebrew Chronicles on Bohdan Khmelnytsky and the Cossack-Polish War", Harvard Ukrainian Studies 1 (1977): 153-77. Mentre molts d'ells van ser assassinats, les pèrdues jueves no van assolir les xifres esgarrifoses que sovint s'associen amb l'aixecament. En paraules de Weinryb (The Jews of Poland, 193-4), "La fragmentària informació del període -i en gran manera la informació d'anys posteriors, inclosos els informes de recuperació- indiquen clarament que la catàstrofe pot no haver estat tan gran com s'ha suposat."
Les primeres estimacions del segle 20 de les morts jueves es basen en els relats dels cronistes jueus de l'època, i tendeixen a ser altes, amb xifres que van des de 100.000 a 500.000 o més; en 1916 Simon Dubnow va declarar:
Les pèrdues infligides als jueus de Polònia durant la fatal dècada de 1648-1658 foren espantoses. En els informes dels cronistes, el nombre de víctimes jueves varia entre cent mil i cinc-centes mil. Però fins i tot si acceptem la xifra més baixa, el nombre de víctimes segueix sent colossal, fins i tot superior a les catàstrofes de les Croades i la Pesta Negra a Europa Occidental. Unes set-centes comunitats jueves de Polònia havien patit massacres i pillatges. A les ciutats d'Ucraïna situades a la riba esquerra del Dnièper, la regió poblada pels cosacs ... les comunitats jueves havia desaparegut gairebé del tot. En les localitats a la riba dreta del Dnièper o a la part polonesa d'Ucraïna, així com a les de Volínia i Podíl·lia, on els cosacs havien fet la seva aparició, només al voltant d'una desena part de la població jueva va sobreviure.
Des de la dècada de 1960 a la dècada de 1980, els historiadors consideraven encara la xifra de 100.000 una estimació raonable dels jueus assassinats i, d'acord amb Edward Flannery, molts van considerar que "com a mínim". Max Dimont a Jews, God, and History, primera edició del 1962, escriu que "potser fins a 100,000 jueus van morir en la dècada d'aquesta revolució." Edward Flannery, que escriu a The Anguish of the Jews: Twenty-Three Centuries of Antisemitism, primera edició del 1965, també dona xifres que van de 100,000 a 500,000, i afirma que "Molts historiadors consideren la segona xifra exagerada i la primera un mínim". Martin Gilbert en el seu Jewish History Atlas publicat el 1976 afirma que "més de 100.000 Jueus van ser assassinats; molts més van ser torturats o maltractats, altres van fugir ..." Moltes altres fonts de l'època donen xifres similars
Tot i que moltes fonts modernes segueixen donant estimacions de Jueus assassinats en l'aixecament en 100.000 o més, altres fixen les xifres d'assassinats entre 40,000 u 100,000, i els estudis acadèmics recents han argumentat que el nombre de víctimes mortals fou encara més baix.
Un estudi del 2003 dut a terme pel demògraf israelià Shaul Stampfer de la Universitat Hebrea de Jerusalem dedicat exclusivament a la qüestió de les víctimes jueves en l'aixecament conclou que 18.000-20.000 jueus van ser assassinats, d'una població total de 40.000. Paul Robert Magocsi estableix que els cronistes jueus del segle xvii "proporcionen xifres invariablement inflades pel que fa a la pèrdues de vides entre la població jueva d'Ucraïna. Les xifres van de 60,000-80,000 (Nathan Hannover) a 100.000 (Sabbatai Cohen), però que "els acadèmics israelians Shmuel Ettinger i Bernard D. Weinryb parlen, per contra, de l''aniquilació de desenes de milers de vides jueves', i l'historiador ucraïnès-americà Jarowlaw Pelenski estreny el nombre de morts jueus a una xifra entre 6.000 i 14.000". Orest Subtelny conclou:
Entre 1648 i 1656, desenes de milers de jueus -donada la manca de dades fiables, és impossible establir xifres més precises- van ser assassinats pels rebels, i fins a la data, la rebel·lió de Khmelnitski és considerat pels jueus com un dels més traumàtics esdeveniments de la seva història.
En les dues dècades següents a la rebel·lió, la Confederació va patir dues guerres més grans (El Diluvi i la Guerra russopolonesa (1654-1667); durant aquest període, el total de morts jueves s'estima en almenys 100,000.

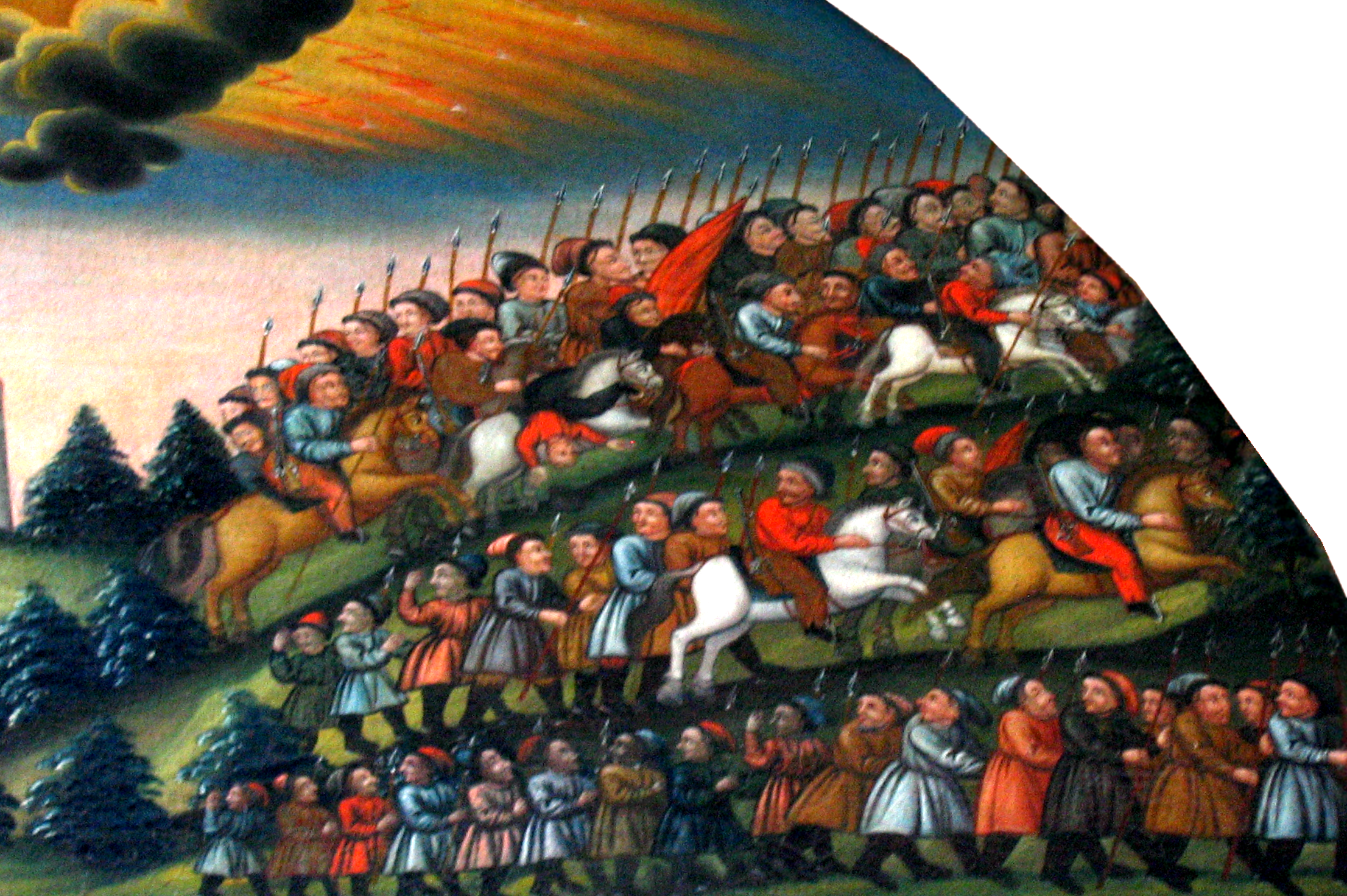
Exèrcit cosac el 1648.

### Rutens (ucraïnesos)
Si bé els camperols ucraïnesos i els cosacs eren, en molts casos, els autors de massacres dels membres de la szlachta polonesa i els seus col·laboradors, també van patir terribles pèrdues de vides a conseqüència de les represàlies poloneses, les incursions tàtares, la fam, la pesta i la destrucció general, a causa de la guerra. En les etapes inicials de la revolta, els exèrcits del magnat Jeremi Wiśniowiecki, en la seva retirada cap a l'oest, van infligir terribles represàlies contra la població civil, i deixaren rere seu una reguera de pobles i llogarets cremats. A més, els aliats tàrtars de Khmelnitski sovint van continuar els seus atacs contra la població civil, tot i les protestes dels cosacs. Després que fos promulgada l'aliança dels cosacs amb el Tsarat Rus, les incursions tàtares es van produir sense restriccions; juntament amb l'aparició de la fam, que van conduir a una despoblació virtual d'àrees senceres del país. La magnitud de la tragèdia pot exemplificar mitjançant un informe d'un oficial polonès de l'època, que descriu la devastació:
Jo estimo que el nombre d'infants sols que van ser trobats morts al llarg de les carreteres i en els castells arribava a 10.000. Vaig demanar que fossin enterrats al camp i només una tomba contenia més de 270 cossos ... Tots els infants tenien menys d'un any d'edat i els més grans van ser conduïts a la captivitat. Els pagesos supervivents vaguen en grups, lamentant la seva desgràcia.

### El paper dels tàtars a la rebel·lió
Els tàtars del Kanat de Crimea participaren en la rebel·lió, en veure-la com una font de captius per ser venuts com a esclaus. Hi va haver una gran afluència de captius als mercats d'esclaus de Crimea en l'època de la rebel·lió, i hi va haver un esforç concertat de rescat per part dels jueus otomans.